# Gemaal Westerkogge
Het gemaal Westerkogge is een voormalig gemaalgebouw bij De Hulk in de omgeving van de Noord-Hollandse plaatsen Berkhout, Scharwoude en Hoorn.

## Beschrijving
Het stoomgemaal werd in 1867 gebouwd in opdracht van het toenmalige Molenbestuur van de Westerkogge. Het gemaal werd geplaatst aan de Westerdijk vlak bij de watermolens. Tevens werd er bij het gemaal een huis gebouwd. De vier bestaande vijzelmolens die zorgden voor de bemaling van de polder Westerkogge konden de polder in natte tijden niet meer drooghouden. Het vijzelgemaal diende als ondersteuning voor de molens, die werden gehandhaafd. De stoommachine had een vermogen van 50 pk. In 1875 en in 1891 werd het gemaal uitgebreid. De machines werden geleverd door ijzergieterij de Prins van Oranje uit Den Haag. In 1899 kreeg het ingenieursbureau W.C. en K. de Wit uit Amsterdam de opdracht om de drie stoomketels en de dubbele centrifugaalpompmachine te vervangen door één centrifugaalpompmachine, waardoor bespaard kon worden op de brandstof (kolen). In 1936 werd het stoomgemaal vervangen door een elektrisch gemaal, eveneens ontworpen door het bureau W.C. en K. de Wit.
Het gebouw werd in 1988 aangewezen door de gemeente Hoorn als een gemeentelijk monument.